# Кон Ю
Кон Чі Чхоль (кор. 공지철, трансліт. 孔地哲, нар. 10 липня 1979, Пусан, Республіка Корея), більш відомий за сценічним ім'ям Кон Ю (кор. 공유, 孔劉) — південнокорейський актор. Він найбільш відомий своїми ролями в телевізійних драмах «Кавовий принц» (2007), «Гоблін» (2016–2017), «Гра в кальмара» (2021–донині), а також у фільмах «Замовкли» (2011), «Підозрюваний» (2013), «Потяг до Пусана» (2016) і «Секретний агент» (2016).

## Біографія
Кон Чі Чхоль народився 10 липня 1979 року в південнокорейському місті Пусан, перед початком акторської кар'єри взяв сценічне ім'я Кон Ю. Свою акторську кар'єру розпочав зі зйомок у четвертому сезоні серіалу «Школа» що вийшов у 2001 році. У наступні декілька років Кон Ю отимував лише другорядні ролі у фільмах та серіалах. Першу головну роль Кон Ю отримав у серіалі «Привіт мій вчитель» 2005 року, в якому вдало виконав роль старшокласника Пак Теїна який закохується в молоду вчительку. Зростання популярності актора пов'язане з роллю у популярному серіалі «Перший магазин кавового принца», рейтинг якого в національному ефірі перевищив 30 %.
14 січня 2008 року Конг Ю пішов на обов'язкову військову службу і був демобілізований 8 грудня 2009 року. Він провів вісім місяців активної служби в Чорвоні, після чого був переведений до Агентства оборонних ЗМІ, де служив у відділі зв'язків з громадськістю та працював діджеєм на армійській радіостанції.
Першою роллю після повернення з військової служби стала роль у романтичні комедії «Знайти містера Долю».
У листопаді 2013 року Кон Ю був назначений спецпредставником корейського відділення ЮНІСЕФ у зв'язку з святкуванням 24 річниці підписання Конвенції про права дитини. У липні 2014 року разом з акторкою Ха Джі Вон, Кон Ю стає послом Національної податкової служби Кореї. Пара знімалася для рекламних плакатів та брала участь у вуличних заходах які заохочували громадян до чесної сплати податків.
Проривним в акторській кар'єрі для Кон Ю став 2016 рік, в якому він отримав головні ролі одразу в трьох популярних фільмах. Спочатку у романтичному фільмі «Чоловік та жінка», потім у блокбастері «Потяг до Пусана» та історичному шпигунському трилері «Секретний агент».

## Фільмографія

### Телевізійні серіали
| Рік       | Назва                              | Роль                               | Мережа                 |
| --------- | ---------------------------------- | ---------------------------------- | ---------------------- |
| 2001      | «Школа» (4 сезон)                  | Хван Те Йон                        | KBS2                   |
| 2002      | «Кожного разу, коли серце б'ється» | Пак Чан Хо                         | KBS2                   |
| 2002      | «Жорстка любов»                    | Со Кьон Чхуль                      | KBS2                   |
| 2003      | «Двадцять років»                   | Со Джун                            | SBS                    |
| 2003      | «Кращий театр: літаюче блюдце»     | Кі Чжин                            | MBC                    |
| 2003      | «Екран»                            | Кім Джун Пьо                       | SBS                    |
| 2003      | «Моя кімната — твоя кімната»       | Кім Сан Чжун                       | SayClub Internet Drama |
| 2005      | «Привіт мій вчитель»               | Пак Те Ін                          | SBS                    |
| 2006      | «Одного чудового дня»              | Со Ган                             | MBC                    |
| 2007      | «Перший магазин кавового принца»   | Чхве Хан Кьоль                     | MBC                    |
| 2012      | «Великий»                          | Со Юн Чже / Кан Кьон Чжун          | KBS2                   |
| 2013      | «Агентство знайомств: Сірано»      | Маг (Камео, 9 серія)               | tvN                    |
| 2016–2017 | «Гоблін»                           | Гоблін / Кім Шин                   | tvN                    |
| 2021      | «Гра в кальмара»                   | Вербувальник гравців для нової гри | Netflix                |
| 2021      | «Море спокою»                      | Хан Юн Че                          | Netflix                |

### Фільми
| Рік  | Назва                     | Роль         |
| ---- | ------------------------- | ------------ |
| 2003 | «Моя подруга — репетитор» | Лі Чон Су    |
| 2004 | «Шпигунка»                | Чхве Ко Бон  |
| 2004 | «Суперзірка містер Кам»   | Пак Чуль Су  |
| 2004 | «Щоденник С»              | Ю Ін         |
| 2005 | «Вона на роботі»          | Кан Но Йон   |
| 2007 | «Подібний дракону»        | Пак Чуль     |
| 2010 | «Знайти містера Долю»     | Хан Кі Чжун  |
| 2011 | «Затихла»                 | Кан Ін Хо    |
| 2013 | «Підозрюваний»            | Чі Дон Чхуль |
| 2016 | «Чоловік та жінка»        | Кі Хон       |
| 2016 | «Потяг до Пусана»         | Сок У        |
| 2016 | «Секретний агент»         | Кім У Чжін   |
| 2021 | «Собок»                   | Мін Ґі Хон   |

## Нагороди
| Рік  | Нагорода                                          | Категорія                                           | Робота                           | Результат | Прим.  |
| ---- | ------------------------------------------------- | --------------------------------------------------- | -------------------------------- | --------- | ------ |
| 2002 | 16-та Премія KBS драма                            | Кращий новий актор                                  | «Жорстка любов»                  | Номінація |        |
| 2003 | 11-та Премія SBS драма                            | Нова зірка                                          | «Екран»                          | Перемога  | [ 14 ] |
| 2005 | 13-та Премія SBS драма                            | Нагорода за високу майстерність (актор мінісеріалу) | «Привіт мій вчитель»             | Номінація |        |
| 2006 | 25-та Премія MBC драма                            | Спеціальна нагорода (актор мінісеріалу)             | «Одного чудового дня»            | Перемога  | [ 15 ] |
| 2007 | 1-а Премія «Mnet 20's Choice»                     | Кращий стиль                                        |                                  | Перемога  | [ 16 ] |
| 2007 | 26-та Премія MBC драма                            | Нагорода за високу майстерність (актор)             | «Перший магазин кавового принца» | Перемога  | [ 17 ] |
| 2007 | 26-та Премія MBC драма                            | Нагорода за популярність (актор)                    | «Перший магазин кавового принца» | Номінація |        |
| 2007 | 26-та Премія MBC драма                            | Краща пара разом з Юн Ин Хе                         | «Перший магазин кавового принца» | Номінація |        |
| 2011 | 32-га Премія Блакитний дракон                     | Кращий актор                                        | «Затихла»                        | Номінація |        |
| 2011 | 32-га Премія Блакитний дракон                     | Популярна зірка                                     | «Затихла»                        | Перемога  | [ 18 ] |
| 2012 | 48-а Премія мистецтв Пексан                       | Кращий кіноактор                                    | «Затихла»                        | Номінація |        |
| 2012 | 26-та Премія KBS драма                            | Нагорода за високу майстерність (актор мінісеріалу) | «Великий»                        | Номінація |        |
| 2012 | 26-та Премія KBS драма                            | Краща пара разом з Лі Мін Чон                       | «Великий»                        | Номінація |        |
| 2013 | 8-а Сеульська міжнародна премія драми             | Видатний корейський актор                           | «Великий»                        | Номінація |        |
| 2014 | 19-та Премія «Chunsa Film Art»                    | Кращий актор                                        | «Підозрюваний»                   | Номінація |        |
| 2014 | 48-й день платника податків                       | Президентська премія                                |                                  | Перемога  | [ 19 ] |
| 2014 | 22-а Премія корейської культури та розваг         | Нагорода за високу майстерність (кіноактор)         | «Підозрюваний»                   | Перемога  | [ 20 ] |
| 2016 | Премія Корейської асоциації кіноакторів           | Головний приз                                       | «Чоловік та жінка»               | Перемога  | [ 21 ] |
| 2016 | 2-а Премія Fashionista                            | Best Fashionista (категорі Червоний килим)          |                                  | Номінація | [ 22 ] |
| 2016 | 2-а Премія Fashionista                            | Найкращий одягнений чоловік                         | Номінація                        |           |        |
| 2016 | Премія BloodGuts UK Horror                        | Кращий актор в закордонному фільмі                  | «Потяг до Пусана»                | Номінація |        |
| 2017 | 14-ий Сеульський креативний фестиваль кінореклами | Модель року                                         |                                  | Перемога  | [ 23 ] |
| 2017 | 11-а Азійська кінопремія                          | Кращий актор                                        | «Потяг до Пусана»                | Номінація |        |
| 2017 | Премія iHorror                                    | Кращий актор у фільмі жахів                         | «Потяг до Пусана»                | Номінація |        |
| 2017 | 53-тя Премія мистецтв Пексан                      | Кращий актор телебачення                            | «Гоблін»                         | Перемога  | [ 24 ] |
| 2017 | 53-тя Премія мистецтв Пексан                      | Головний приз (Телебачення)                         | «Гоблін»                         | Номінація |        |
| 2017 | Премія Бренд року                                 | Актор року                                          | «Гоблін»                         | Перемога  | [ 25 ] |
| 2017 | Премія Fangoria Chainsaw                          | Кращий актор                                        | «Потяг до Пусана»                | Номінація |        |
| 2017 | 22-а Премія Chunsa Film Art                       | Кращий актор                                        | «Потяг до Пусана»                | Номінація |        |
| 2017 | Премія Корейської асоціації рекламодавців         | Краща модель                                        |                                  | Перемога  | [ 26 ] |
| 2017 | 3-я Премія Fashionista                            | Best Fashionista — TV & Film Division               | «Гоблін»                         | Номінація | [ 27 ] |

## Сім'я
- Батько: Конг Вон (공원, 孔源; 1946–2024), другий син пана Конг Хьон-Де; мав доньку та сина[28][29]:316.
- Мати: Ю Мьон-Джу (유명주, 劉明珠; нар. 1954), народжена в клані Бечон Ю[29]:316.
- Старша сестра: Конг Ин-Джон (공은정, 孔溵程; нар. 1976)